# Final Fantasy: Unlimited
Final Fantasy: Unlimited (ファイナルファンタジー:アンリミテッド?) es una serie de anime de televisión japonesa, basada en la popular serie de videojuegos Final Fantasy de Square Co. Ltd. Fue estrenada en Japón en octubre de 2001 y aun cuando se planeó que estuviera compuesta por 52 episodios semanales, fue recortada a 25 episodios debido a la baja audiencia conseguida. Se pretendió que Final Fantasy: Unlimited atrajera a una nueva audiencia y se incrementara el interés de los fanáticos por la serie.

## Trama
La historia comienza cuando una extraña columna negra aparece en frente de todos. De ella salen dos criaturas a las que las fuerzas especiales intentan destruir sin éxito. Dos investigadores que lo presencian todo son tragados por esa columna negra. Ya la historia nos lleva hasta la aparición de los pequeños gemelos Ai y Yu, los hijos de los investigadores que fueron tragados por esa columna años atrás. Sus padres han vuelto a ir a ese mundo que llaman el "Mundo interior". En el tren que logran coger para ir al mundo interior conocen a Lisa Pacifist una agente especial, experta en kingenjutsu, que han enviado para encontrar a los padres de Ai y Yu. 
Durante su estancia en el mundo exterior, Ai y Yu protegidos siempre por Lisa, conocerán a los comodín, a Kaze, a Makenshi y a otros muchos que los ayudarán en su viaje.

## Personajes

### Personajes principales
Ai Ayakawa: Su hermano Yu siempre se dirige a ella como hermana mayor. Tiene un carácter muy fuerte pero también se irrita con mucha facilidad a la hora de que le lleven la contraria. Fabula le hizo entrega de Pochepoke, con quien se las arregla para conseguir lo que necesite.
Yu Ayakawa: Hermano pequeño de Ai y no es como su hermana en carácter. Su preocupación en ciertos temas es mayor y es más tranquilo a la hora de tomarse las cosas en serio, en su cabello lleva una pluma de chocobo, gracias a la cual puede entender y comunicarse con Chobi.
Lisa Pacifist: Agente especial enviada para encontrar a los Ayakawa. Haciendo que era tan solo una viajera del tren, se hace amiga de Ai y Yu y también su protectora. Cuando ocurrió la aparición de la torre negra ella era muy pequeña y lo vio todo, por culpa del combate entre las bestias, su pueblo casi fue destruido por un Tsunami, pero su madre invocó su poder al máximo salvando al pueblo y falleciendo por ello, posterior a esto, Lisa se debió mudar desde China a Japón. Es una experta en el uso de la magia natural, que aprendió de su madre cuando era pequeña, Kigenjutsu (aquel que protege la vida) es su invocación más poderosa. 
Chobi: Como en toda saga de FF no podía faltar la presencia de chocobos, aquí hay hasta una anciana Chocobo. Chobi es un chocobo que posee un collar que avisa de cuando el tren va a salir de una de las estaciones, tiene un nexo mental con Yu, gracias al cual pueden entenderse, además se le considera una criatura que marca el inicio de un buen presagio. Es la reencarnación del chocobo especial Ciel, de quien hablan la leyendas.
Kaze: (su nombre significa viento, pero también es conocido como Viento Negro o kuro kaze). Es un habitante de otro mundo que fue devorado por el mundo exterior y perdió en ese momento a la persona más importante para él. Es conocido como Viento Negro y en su mano derecha tiene sujeta la pistola infernal que cargándola con diferentes balas llenas de una tierra especial puede invocar las criaturas que usa para combatir. No tiene una buena estima a White Cloud y no le importa quién muera si con ello puede detener el Caos. Su Habilidad combina al Ranger y al Summoner.
White Cloud: (su nombre significa Nube Blanca, se le llama también Shiroi Kumo). Aunque es más conocido por el nombre de Makenshi o espadachín demoníaco. Él fue quien hizo que Kaze durmiera durante mucho tiempo y su mundo también fue destruido por el Caos. Puede invocar a una o más criaturas a través de unos frascos que lleva consigo siempre al igual que una larga y potente espada que utiliza para invocar estas.
Cid: Como cabía de esperar en algo relacionado con Final Fantasy hay un Cid en la serie. Cid es un apasionado de la construcción de máquinas, inventor de la maquinaria que utiliza los comodín, a las que cuando las construye les pone nombre de chicas. Aunque siempre suele estar muy tranquilo, cuando alguien hace daño a alguna de sus máquinas, saca unos martillos de una mochila de su espalda y lo aplasta con ellos.
Ru Rufus: Ru es una pequeña indígena cuyo mundo fue destruido por Omega. Aunque parece frágil y vulnerable, cuando mira a un espejo, con el poder de su raza, puede convertirse en una loba que puede lanzar energía por la boca. Se enamoró de Kaze cuando este la salvó de ser devorada por Omega en el túnel dimensional del tren.
Nav: Es el líder de los comodín y siempre lleva un puro entre sus dientes. Aunque siempre se hace el valiente la verdad es que es casi más cobarde que otra cosa, pues en los momentos de la verdad aunque sabe dirigir a sus hombres siempre acaba hecho polvo del miedo que pasa en los momentos peligrosos.
Comodín: Dirigidos por Nav, son los que intentan traer orden al mundo exterior. Son un grupo de gran cantidad de soldados que luchan para acabar con el emperador.
Moogle: Moogle es un Moguri que vivía y era compañero de Kaze en su mundo. Él es el único capaz de reparar la Pistola infernal con la pequeña antena que le sale de su cabeza, es el maestro de Kaze, ya que es quien le enseñó a combinar las tierras que invocan a las criaturas.

### Los señores de la muerte de Gaudium
Conde o emperador: Es el soberano del mundo exterior y siempre está comiendo platos mientras disfruta de ver cómo todo el mundo sufre (que es lo que de verdad le llena su estómago). Busca desesperadamente a Omega para poder unirse a él y así ser el más poderoso de todos.
Óscar: El cabecilla de los señores de la muerte de Gaudium. En el tema del mundo exterior, se dedica a lo que esté relacionado con las máquinas y nunca actúa por sí mismo, muy rara vez ha ido en persona a ocuparse de alguien.
Hungus: Hungus pertenece a una raza que fue destruida cuando su mundo fue devorado. Tiene el poder de resucitar y no se le puede matar a no ser que sea con unas esporas especiales, lo cual lo mata cuando se enfrenta en una batalla contra Kaze.
Helba: Se encarga de todo lo relacionado con la naturaleza y posee diferentes criaturas a las que siempre llama Abrazo, abrazo, aunque casi nunca puede hacer nada contra las bestias de Kaze.
Fist: El último de los señores de la muerte que se encarga del mar. Es más estratega que sus compañeros a la hora de preparar una batalla y es el creador del Rompecabezas Oceánico que mantiene cautivo durante varias ocasiones al grupo acompañador por los comodín en el submarino Jane.

### Otros personajes
Aura: Aura era la hermana de Kaze, y cuando su mundo fue destruido, le entregó su energía para cargar una de las balas que utilizó Kaze en ese momento para derrotar a Caos.
Madoshi: Es el hermano de White Cloud y son exactamente idénticos (solo que él es de color rojo) con las mismas técnicas de combate y de invocación. Cuando el mundo de ambos estaba siendo destruido, Madoshi murió en la pelea mientras que su hermano White Cloud se marchó de la batalla. Óscar lo resucita a partir del odio que habitaba en la espada de este para que acabase con Kaze.
Crux: Crux es una marioneta creada por Óscar para seguir siempre a Kaze y al resto del grupo de Ai y Yu. Tiene la forma de un hada y no sabe hablar, secretamente está enamorada de Nube blanca.
Anciana Chocobo: La anciana Chocobo siempre va acompañada por un gran número de chocobos de distintos colores y conoce varias leyendas sobre estas criaturas.
Fango: Fango es una criatura pequeña y calva que siempre va al lado de Nav, quien lo encontró y lo cuidó, puede sentir el peligro, por lo que les es muy útil a los comodines.
Kuria: Kuria es la única parte de Omega que se transformó bajo forma humana. Le robó agua voladora a Molmol para conseguir un traje que le impidiese liberar todo su poder, gracias a ello no es maligno mientras lo use. Cuando conoce a Ai, comienza a creer de nuevo en lo que podría ser tener a gente a su lado, pero desgraciadamente vuelve a ser capturado por el conde.
Omega: Omega era una tenebrosa criatura que cuando fue destruida, fue cortada en pedazos. Algunos de ellos se convirtieron en cristales, otros tomaron sus formas correspondientes y la pieza central de Omega, Kuria, adoptó forma humana.
Los Hayakawa: Son los padres de Ai y Yu, que marchan al mundo exterior porque sabían que algo no iba bien dentro de él y para encontrar nuevas fuentes de energía, las cuales en nuestro mundo se volvían cada vez más escasas.
Fabra: Es la guía del mundo Interior y es la que le regala Pochepoke a Ai, es una bella mujer vestida con una túnica, vive dentro de una ostra gigante en la cual hay muchas perlas dentro de las cuales duermen diferentes tipos de criaturas, Pochepoket era una de ellas, has que llegó Ai, es un ser muy misteriorso y según parece de gran poder, ya que incluso en una ocasión fue capaz de repeler al mismísimo Omega.
Pochepoke: Es la cartera viviente de Ai, es peludo redondo, Ai lo debe mantener amordazado, ya que es capaz de tragar lo que sea y el tamaño le es indiferente, a muchos les da miedo ya que su boca posee largas hileras de colmillos y siempre da carcajadas enloquecidas, tiene el poder de sacar de dentro suyo lo que desee, pero solo lo hace cuando es realmente necesario, el resto del tiempo, da cosas absurdas o simplemente no obedece las peticiones de Ai.

## Invocaciones

### Kaze
Según las balas que emplee, Kaze puede invocar a diversas criaturas.
Ixión: Gris Acero+Rojo Carmesí+Amarillo Resplandeciente 

Fénix: Negro Madre+Rojo Fuego+Oro Ardiente 

Bahamut: Lágrimas de arcoíris+Cañón de almas+Blanco interminable 

Bismark: Gris tiburón+azul marino+blanco rompedor 

Meteo Master: Horizonte dorado+Negro Aero+Auto Plata 

Átomos: Azul tormenta+Gris ceniza+Negro silencio 

Titán: Marrón Gaia+Vermellón profundo+Verde eterno 

Odín: Bala de plata+Negro destructor+Gris acero 

Ifrit: Rojo Cardinal+Oscuro Carmesí+Sienna quemado 

Shivá: Verde oscuro+Blanco puro+Azul hielo 

Tifón: Cielo azul+Gran marrón+Violeta mágico 

### Lisa
Kigenjutsu, esta técnica le permite usar energía vital para manipular la naturaleza, pero en este nuevo mundo es peligroso, ya que al obedecer la materia principios diferentes, es afectada de manera imprevisible, es así como una vez hizo arder el agua de un lago al no tener cuidado. Cuando lleva su poder a la forma máxima aparece la bestia del mana, una especie de dragón que Lisa puede invocar usando toda su energía vital.

### Makenshi
Makenshi invoca una especie de Leviatán con unas botellas llenas de niebla y lo llama arrojando las botellas al aire y cortando con su espada las botellas mientras pronuncia el Requiem blanco, la niebla que sale se solidifica en forma de la criatura que ha llamado.

### Chobi
En la antigüedad existió Ciel, el Chocobo legendario, quien podía volar y era el más poderoso de todos, durante toda su vida fue el mejor y obtuvo los records y mejores marcas. Pero al final de su vida ninguno de sus descendiente tenía el potencial de llegar a heredar sus habilidades, por lo que las encerró en un altar de roca hasta que apareciera un Chocobo digno de usar su poder. En el presente, cuando Chobi tocó la piedra, esta liberó el poder y unificándose con él, modificó el collar que había hecho Cid para detectar los trenes y lo transformó, ahora cuando Chobi lo desea, el collar se expande transformándose en una armadura que hace que Chobi se transforme en Ciel.

## Capítulos
| Fase   | Número de Episodio | Título del Episodio                                 |
| ------ | ------------------ | --------------------------------------------------- |
| Fase 1 | 01                 | "El otro mundo, aquellos que vagan"                 |
| Fase 1 | 02                 | "La pistola Infernal"                               |
| Fase 1 | 03                 | "Frutas, la ciudad de los dulces"                   |
| Fase 1 | 04                 | "Un estudio en blanco, el espadachín demoníaco"     |
| Fase 2 | 05                 | "Cid, la aventura bajo tierra"                      |
| Fase 2 | 06                 | "Kigenjutsu, Aquel que protege"                     |
| Fase 2 | 07                 | "Tren, el enemigo del túnel dimensional"            |
| Fase 2 | 08                 | "Tierra, el corazón de la pistola infernal"         |
| Fase 3 | 09                 | "Óscar, el trabajo que nunca acaba"                 |
| Fase 3 | 10                 | "Mansión, la memoria de Sagisou"                    |
| Fase 3 | 11                 | "Ciel, partiendo con el chocobo"                    |
| Fase 3 | 12                 | "Hungus, una vida eterna"                           |
| Fase 4 | 13                 | "Meteo, una memoria abonible"                       |
| Fase 4 | 14                 | "Omega, encuentro y partida"                        |
| Fase 4 | 15                 | "Jane, el rompecabezas oceánico comienza a moverse" |
| Fase 4 | 16                 | "La criatura Kigen, en la otra cara de la sonrisa"  |
| Fase 5 | 17                 | "Rana, una pequeña gran aventura"                   |
| Fase 5 | 18                 | "Madoshi, la batalla entre niebla y nube"           |
| Fase 5 | 19                 | "Ai, un encuentro con Kuria"                        |
| Fase 6 | 20                 | "Yuu, el secreto de la Gaudium"                     |
| Fase 6 | 21                 | "Saboten, el océano que vaga"                       |
| Fase 6 | 22                 | "Moogle, memorias nostálgicas"                      |
| Fase 7 | 23                 | "Telos, a la búsqueda del agua voladora"            |
| Fase 7 | 24                 | "Caos, la verdadera identidad"                      |
| Fase 7 | 25                 | "Kaze, cuando la vida brilla"                       |